# Natação nos Jogos Pan-Americanos de 2011 - 100 m livre masculino
As competições dos 100 metros livre masculino da natação nos Jogos Pan-Americanos de 2011 foram realizadas em 16 de outubro no Centro Aquático Scotiabank, em Guadalajara.

## Medalhistas
| Ouro   | BRA César Cielo   |
| Prata  | CUB Hanser García |
| Bronze | CAY Shaune Fraser |

## Recordes
Antes desta competição, os recordes mundiais e olímpicos da prova eram os seguintes:
| Tipo                             | Atleta          | Tempo | Local          | Data                | Ref |
| -------------------------------- | --------------- | ----- | -------------- | ------------------- | --- |
|                                  | BRA César Cielo | 46s91 | Roma           | 30 de julho de 2009 | ver |
| Recorde dos Jogos Pan-Americanos | BRA César Cielo | 48s79 | Rio de Janeiro | 18 de julho de 2007 | ver |

## Resultados

### Eliminatórias
Resultado geral das três eliminatórias:
| Pos. | Nadador                    | Tempo   | Eliminatória | Raia | Notas |
| ---- | -------------------------- | ------- | ------------ | ---- | ----- |
| 1    | BRA César Cielo            | 48s89   | 3            | 4    |       |
| 2    | CAY Shaune Fraser          | 49s00   | 3            | 3    |       |
| 3    | CUB Hanser García          | 49s08   | 3            | 5    |       |
| 4    | USA Douglas Robison        | 49s09   | 2            | 5    |       |
| 5    | CAY Brett Fraser           | 49s16   | 1            | 4    |       |
| 6    | USA Robert Savulich        | 49s58   | 1            | 5    |       |
| 7    | VEN Cristian Quintero      | 49s87   | 1            | 6    |       |
| 8    | PAR Benjamin Hockin        | 49s91   | 2            | 3    |       |
| 9    | ARG Federico Grabich       | 50s20   | 1            | 3    |       |
| 10   | VEN Crox Acuña             | 50s35   | 3            | 6    |       |
| 11   | BRA Bruno Fratus           | 50s51   | 2            | 4    |       |
| 12   | URU José Gabriel Melconián | 51s02   | 2            | 6    |       |
| 13   | CAN Rory Biskupski         | 51s12   | 3            | 2    |       |
| 14   | BAR Shawn Clarke           | 51s18   | 3            | 7    |       |
| 15   | MEX Alejandro Escudero     | 51s38   | 2            | 1    |       |
| 16   | CRC Mario Montoya          | 51s86   | 1            | 7    |       |
| 17   | PUR Raúl Martínez          | 52s06   | 2            | 7    |       |
| 18   | MEX Antonio Cisneros       | 52s42   | 3            | 1    |       |
| 19   | ISV Branden Whitehurst     | 52s45   | 2            | 2    |       |
| 20   | BER Roy-Allan Burch        | 52s87   | 1            | 2    |       |
| 21   | AHO Perry Lindo            | 53s32   | 3            | 8    |       |
| 22   | GRN Esau Simpson           | 54s73   | 1            | 1    |       |
| 23   | GUY Niall Roberts          | 55s45   | 1            | 8    |       |
| 24   | ANT Orel Jeffrey           | 1m03s84 | 2            | 8    |       |

### Final B
Resultado geral da final secundária onde não há disputa de medalhas:
| Pos. | Nadador                    | Tempo | Raia | Notas |
| ---- | -------------------------- | ----- | ---- | ----- |
| 1    | ARG Federico Grabich       | 49s95 | 4    |       |
| 2    | URU José Gabriel Melconián | 50s30 | 5    |       |
| 3    | BAR Shawn Clarke           | 51s00 | 6    |       |
| 4    | CAN Rory Biskupski         | 51s15 | 3    |       |
| 5    | MEX Alejandro Escudero     | 51s66 | 2    |       |
| 6    | CRC Mario Montoya          | 51s83 | 7    |       |
| 7    | PUR Raúl Martínez          | 51s94 | 1    |       |
| 8    | MEX Antonio Cisneros       | 52s55 | 8    |       |

### Final A
Resultado geral da final principal com disputa de medalhas:
| Pos.              | Nadador               | Tempo | Raia | Notas                            |
| ----------------- | --------------------- | ----- | ---- | -------------------------------- |
| Medalha de ouro   | BRA César Cielo       | 47s84 | 4    | Recorde dos Jogos Pan-Americanos |
| Medalha de prata  | CUB Hanser García     | 48s34 | 3    |                                  |
| Medalha de bronze | CAY Shaune Fraser     | 48s63 | 5    |                                  |
| 4                 | USA Douglas Robison   | 48s98 | 6    |                                  |
| 5                 | CAY Brett Fraser      | 49s07 | 2    |                                  |
| 6                 | USA Robert Savulich   | 49s62 | 7    |                                  |
| 7                 | VEN Cristian Quintero | 49s75 | 1    |                                  |
| 8                 | PAR Benjamin Hockin   | 50s03 | 8    |                                  |

Legenda
| Recorde mundial                  | Recorde mundial (World record)               |                       | Recorde africano                      | Recorde africano (African) |                                           | Q | Classificado por posição (Qualified) |
| Recorde dos Jogos Pan-Americanos | Recorde pan-americano (Pan-American record)  | Recorde da América    | Recorde da América (Americas)         | q                          | Classificado por melhor tempo (Qualified) |   |                                      |
| Melhor marca do ano              | Melhor marca do ano (World leading)          | Recorde asiático      | Recorde asiático (Asian)              | DNS                        | Não largou (Did not start)                |   |                                      |
| Recorde nacional                 | Recorde nacional (National record)           | Recorde europeu       | Recorde europeu (European)            | DNF                        | Não terminou (Did not finish)             |   |                                      |
| Recorde pessoal                  | Recorde pessoal do atleta (Personal best)    | Recorde da Oceania    | Recorde da Oceania (Oceania)          | DSQ / DQ                   | Desclassificado (Disqualified)            |   |                                      |
| Recorde da temporada             | Recorde da temporada do atleta (Season best) | Recorde sul-americano | Recorde sul-americano (South America) | NM                         | Sem marca (No mark)                       |   |                                      |